# Gojō (Nara)
Gojō (japanisch 五條市, -shi) ist eine Stadt in der Präfektur Nara in Japan.

## Geographie
Gojō liegt südlich von Nara.

## Geschichte
Gojō wurde am 15. Oktober 1957 gegründet.

## Sehenswürdigkeiten
- Eisan-ji
- Futami no Ōmuku, nationales Naturdenkmal

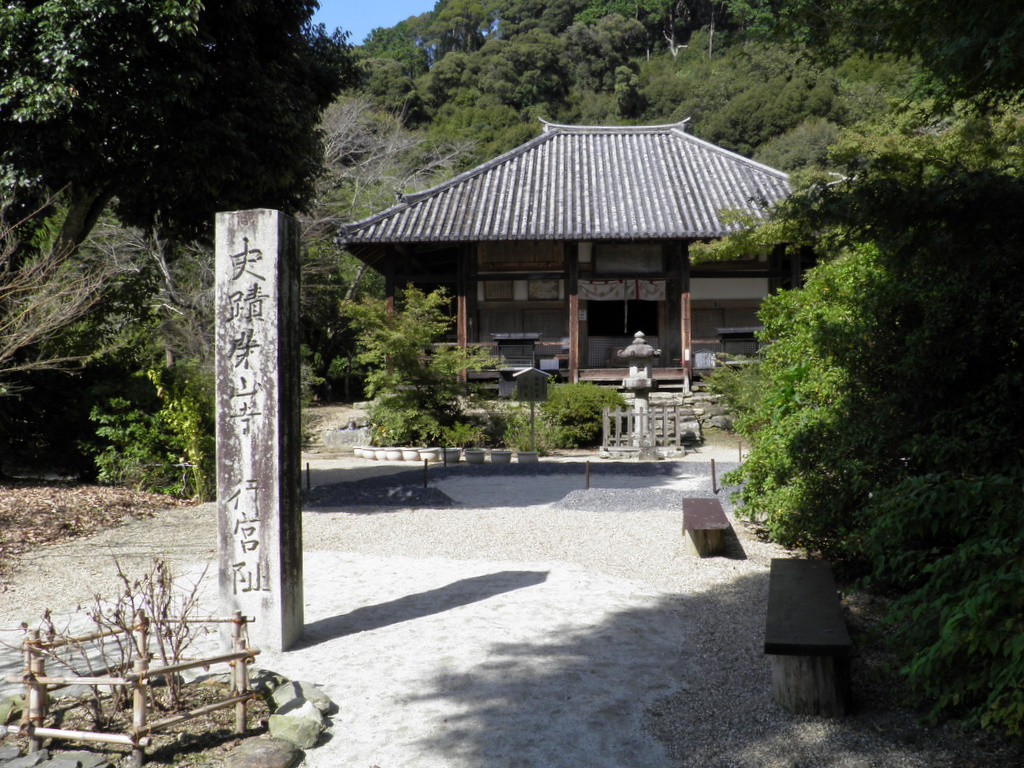
Haupthalle des Eisan-ji
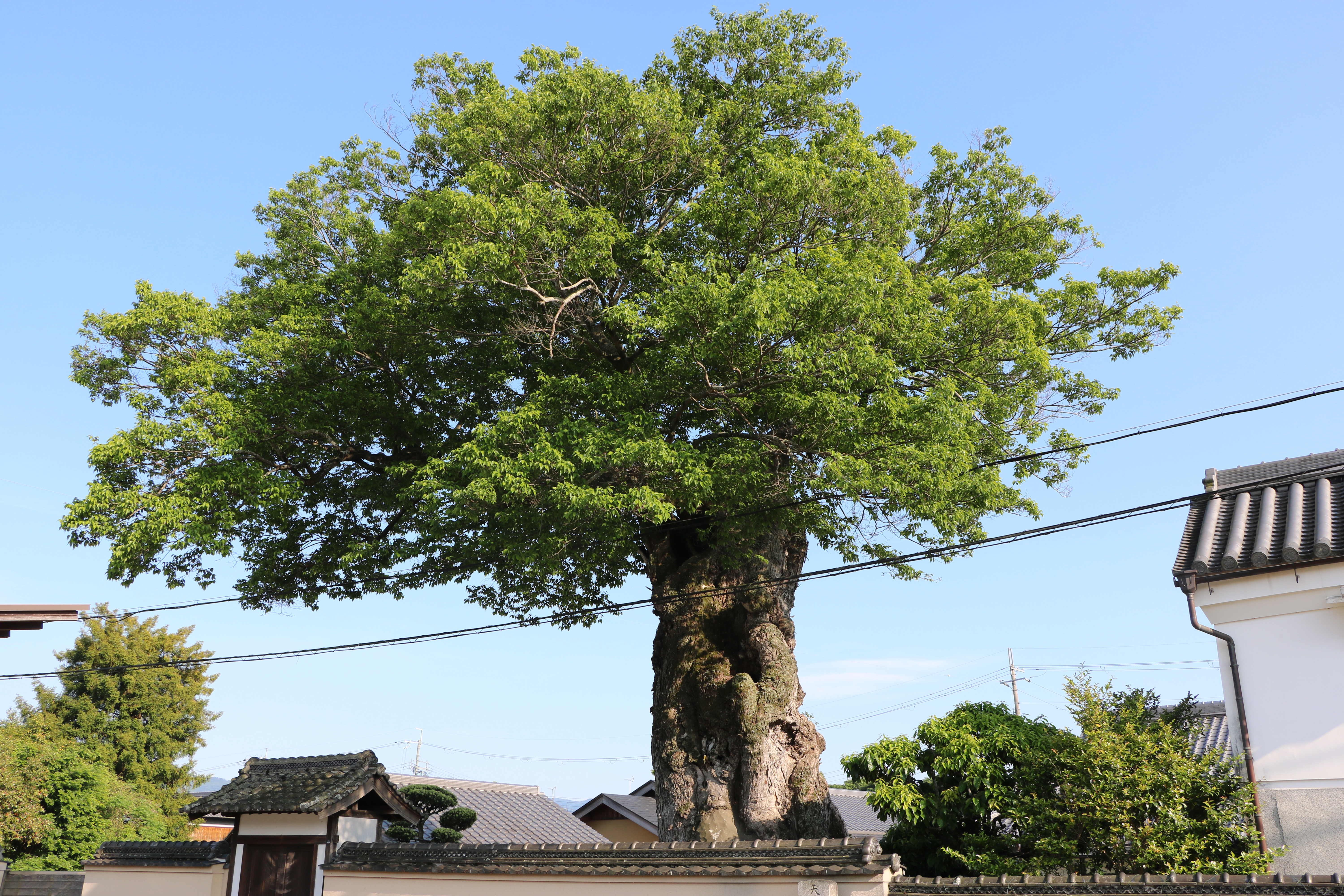
Futami no Ōmuku („Großer Muku-Baum von Futami“) im Mai 2023

## Verkehr
- Straße
  - Nationalstraßen 24, 168, 309, 310, 370
- Zug
  - JR Wakayama-Linie

## Söhne und Töchter der Stadt
- Kawasaki Natsu (1889–1966), Frauenrechtlerin
- Ryōtarō Tanose (* 1943), Politiker

## Angrenzende Städte und Gemeinden
- Gose
- Kawachinagano
- Hashimoto